# دهستان راهگان شمالی
دهستان راهگان شمالی، یکی از دهستان‌های بخش راهگان شهرستان خفر در استان فارس ایران است. مرکز این دهستان، روستای تادوان است.

## جمعیت
بر پایه سرشماری عمومی نفوس و مسکن در سال ۱۳۹۵، جمعیت دهستان راهگان شمالی برابر با ۳٬۶۸۳ نفر بوده است.